# بريان كوك
بريان كوك (بالإنجليزية: Brian Cook)‏ مواليد 4 ديسمبر 1980 في لينكولن، هو لاعب كرة سلة أمريكي بدأ مسيرته الاحترافية في سنة 2003 يلعب مع فريق شيبا جيتز في الدوري الوطني لكرة السلة ويحمل الرقم 43. يبلغ طوله 6 قدم 9 بوصة (2.1 م).

## مشواره المهني في المدرسة الثانوية
لقد لعب بريان في فريق مدرسته لكرة السلة.

## مشواره المهني في الجامعة
لقد لعب بريان 132 مباراة في أربعه أعوام متتاليه في جامعه إلينويز، أغلبها كانت تحت اشراف المدرب بيل سيلف.

## حياته المهنية
تم اختيار بريان كووك من بين أفضل الاعبين من قبل مشروع الرابطة الوطنية لكرة السلة في عام ال2003.

## حياته الخاصة
بريان كووك هو أبن نورمان وجويس كووك، وكما لديه أختين اصغر منه، اسمهما ناتاشا وكرستينا.
كان والده أمريكي الأصل.

## روابط خارجية
- بريان كوك على موقع الاتحاد الدولي لكرة السلة (الإنجليزية)
- بريان كوك على موقع إن بي أي (الإنجليزية)
- بريان كوك على موقع سبورتس رفرنس (الإنجليزية)
- بريان كوك على موقع كرة السلة الأوروبية.كوم (الإنجليزية)
- بريان كوك على موقع كلية كرة السلة في سبورتس رفرنس.كوم (الإنجليزية)
- بريان كوك على موقع ريلجم (الإنجليزية)
- بريان كوك على موقع بروبوليرز (الإنجليزية)